# 漫威電影宇宙：第四階段
漫威電影宇宙：第四階段（英語：Marvel Cinematic Universe: Phase Four）是基於漫威漫畫出版物中的角色製作的超級英雄系列電影和電視劇中部份作品的統稱，象徵整個漫威電影宇宙的第四階段，由漫威影業開發製作，於2021年至2022年上映。受2019冠状病毒病疫情影响，本階段的影視項目上映或播出時間以及順序幾經調整。《尚氣與十環傳奇》、《永恆族》、《蜘蛛人：無家日》以及《雷神索爾：愛與雷霆》的製片人分別為喬納森·舒瓦茲、內特·摩爾、艾美·帕斯卡以及布拉德·溫德博姆，其他所有電影的製片人均由凱文·費吉擔當，費吉亦同時擔當所有電視劇的執行製作人。
本階段共7部電影，第一部為《黑寡婦》，史嘉蕾·喬韓森回歸繼續飾演「黑寡婦」娜塔莎·羅曼諾夫，於2021年7月由華特迪士尼電影公司發行。隨後的影片包括劉思慕領銜主演的《尚氣與十環傳奇》，群像電影《永恆族》，湯姆·霍蘭德回歸主演由索尼影視娛樂負責發行的《蜘蛛人：無家日》，班奈狄克·康柏拜區回歸主演的《奇異博士2：失控多重宇宙》，克里斯·漢斯沃回歸主演的《雷神索爾：愛與雷霆》，以及莉蒂西亞·萊特回歸主演的《黑豹2：瓦干達萬歲》。
這是漫威電影宇宙中第一個包含電視劇的階段，第一部電視劇為《汪達幻視》，伊莉莎白·歐森和保羅·貝特尼分別領銜出演標題中的雙主角，於2021年1月在線上串流媒體平台Disney+首播。隨後的電視劇包括安東尼·麥凱和賽巴斯汀·斯坦領銜主演的《獵鷹與酷寒戰士》，湯姆·希德斯頓領銜主演的《洛基》第一季，傑佛瑞·懷特負責旁白配音的動畫影集《無限可能：假如…？》第一季，傑瑞米·雷納和海莉·史坦菲德領銜主演的《鷹眼》，奧斯卡·伊薩克領銜主演的《月光騎士》，伊曼·維拉尼領銜主演的《驚奇少女》，塔提阿娜·瑪斯蘭尼領銜主演的《律師女浩克》。此外，本階段還包括兩部電視特輯，分別為蓋爾·賈西亞·貝納領銜主演的《暗夜狼人》及群像特輯《星際異攻隊 聖誕特別篇》，以及一部動畫短片影集《我是格魯特》。

## 開發
2016年10月，迪士尼宣佈已經為漫威影業的多部電影預留了2020年和2021年的上映檔期。漫威影業總裁凱文·費吉表示：「我們知道在2020年將會推出怎樣的電影。多年來，我們很幸運地取得了想要的結果。如果需要，我們會擇機快速調整、編排或改編已經製訂好的計劃。現今我們已經明確了2020年的目標，而且已有想法，我們正開始為之努力。」2017年4月，凱文·費吉稱第三階段於2019年結束時候，並不確定以後的漫威電影宇宙電影是否還會劃分階段，屆時可能會有「新的概念」。2018年12月，漫威正式宣佈將繼續使用「第四階段」。2019年4月，凱文·費吉表示會在2019年7月之後，即《蜘蛛人：離家日》電影公映以後，進一步透露關於第四階段的五年計劃。2019年5月，迪士尼總裁羅伯特·艾格表示漫威會於2019年中期公佈《復仇者聯盟4：終局之戰》之後的電影製作計劃。
2017年11月，迪士尼宣佈為旗下的串流媒體平台Disney+開發漫威系列電視劇，該平台計劃於2019年底正式推出。2018年9月，報道稱漫威影業正在為該平台開發幾個限定影集，以漫威電影宇宙中的「二級核心」人物為主角，因為漫威不太可能製作以他們為主角的個人電影。在限定影集中將爭取啟用在電影中出演相應角色的演員。劇本故事仍在創作中，每個系列預計製作6至8集，並且有比肩大製作項目的足夠預算。影集將由漫威影業而非漫威電視製作，凱文·費吉也將親自參與每部影集的開發。他將專注於影集與電影之間的「故事連續性」，以及「協調」電影中的演員能夠出演相應的影集。2019年2月，凱文·費吉表示影集將「與漫威電影宇宙中過去、現在以及將來的所發生的事件產生聯動」。3月，凱文·費吉進一步解釋稱，與漫威電視此前開發製作的電視劇不同，Disney+影集與電影的聯繫更加緊密，影集中引入的新角色可能會出現於此後的電影之中。5月，凱文·費吉表示Disney+影集相較於前兩個階段中的漫威短片，為充實相關角色的故事背景提供了更加廣闊的平台。

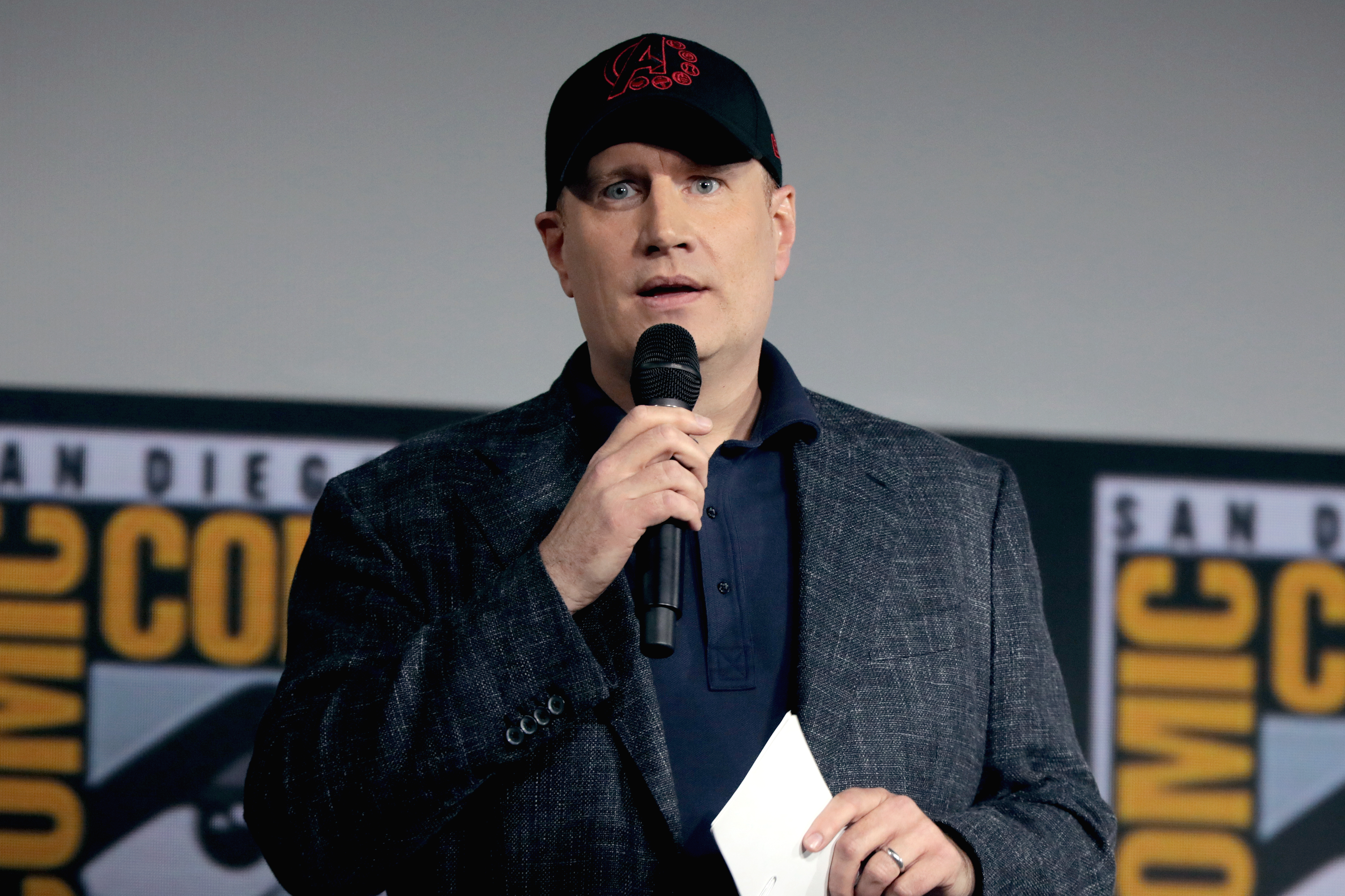
2019年7月，在聖地牙哥國際漫畫展，漫威影業總裁凱文·費吉宣佈開啟第四階段

2019年7月，凱文·費吉在聖地牙哥國際漫畫展宣佈開啟第四階段，並公佈第四階段中所包括的五部電影和五部電視劇。電影依次為《黑寡婦》、《永恆族》、《尚氣與十環傳奇》、《奇異博士2：失控多重宇宙》和《雷神索爾：愛與雷霆》，電視劇依次為《汪達幻視》、《獵鷹與酷寒戰士》、《洛基》、《無限可能：假如…？》和《鷹眼》。凱文·費吉表示電影和電視劇之間存在聯繫，《汪達幻視》和《洛基》將影響《奇異博士2：失控多重宇宙》的故事情節。儘管漫威還在計劃開發其他項目，凱文·費吉在漫展上表示第四階段僅包括這五部電影和五部電視劇。8月，在迪士尼D23博覽會上，凱文·費吉宣佈第四階段還包括《驚奇少女》、《月光騎士》和《律師女浩克》三部電視劇，同樣於Disney+首播。9月，迪士尼與索尼影業達成新的協議，共同開發《蜘蛛人：無家日》，影片仍然屬於第四階段。2019年12月，漫威開始製作動畫影集《無限可能：假如…？》第二季。
2020年3月，受冠狀病毒病疫情影響，《黑寡婦》上映日期從原定的2020年5月延後至2020年11月。4月，迪士尼整體推遲了第四階段中所有電影的上映日期。同月，索尼宣佈推遲《蜘蛛人：無家日》的上映日期，進而導致迪士尼再次改變《雷神索爾：愛與雷霆》和《奇異博士2：失控多重宇宙》的上映日期。7月，由於仍未完成拍攝作業，迪士尼宣佈《獵鷹與酷寒戰士》不會於2020年8月播出，索尼再次將《蜘蛛人：無家日》的上映檔期推遲至2021年12月。9月，由於《獵鷹與酷寒戰士》的製作延期，《汪達幻視》確定成為第四階段第一部電視劇，《獵鷹與酷寒戰士》推遲至2021年播出。2020年9月23日，漫威宣佈《黑寡婦》推遲至2021年5月7日上映，《尚氣與十環傳奇》和《永恆族》相應地推遲檔期。在調整這些項目的發行日期時，漫威影業確保新的發行日期不會提前劇透重要的故事節點。
2020年12月，凱文·費吉在迪士尼投資人會議上宣佈《雷神索爾：愛與雷霆》、《黑豹2：瓦干達萬歲》和《驚奇隊長2》的上映日期分別推遲至2022年5月6日、2022年7月8日和2022年11月11日，《星際異攻隊3》定檔至2023年，《蟻人3》和《驚奇4超人》正在開發階段。此外，第四階段還包括Disney+影集《秘密入侵》、《鋼鐵心》、《裝甲戰爭》以及電視特輯《星際異攻隊假日特輯》，另有一部短片影集《我是格魯特》。費吉還透露《秘密入侵》和《鋼鐵心》將與未來的漫威電影宇宙電影存在密切聯繫。這些Disney+影集以及電影《黑豹2：瓦干達萬歲》、《驚奇隊長2》、《蟻人3》、《星際異攻隊3》和《驚奇4超人》屬於第四階段。
2021年2月，漫威宣佈開發設定於虛構國家瓦干達的影集，影集由《黑豹》和《黑豹2：瓦干達萬歲》的編劇兼導演瑞恩·庫格勒開創。3月，迪士尼宣佈《黑寡婦》改檔至2021年7月9日（原《尚氣與十環傳奇》的上映日期），同時在串流媒體平台Disney+通過Disney+首映許可證形式與戲院同期上線。《尚氣與十環傳奇》在美國戲院的首映時間被推遲至2021年9月3日，但不會在Disney+同期上線。5月，漫威公佈《黑豹》續集和《驚奇隊長》續集的正式片名分別為和，同時宣佈《蟻人3》定於2023年2月17日上映，《星際異攻隊3》定於2023年5月5日上映。
2021年8月，漫威籌備開發以萬聖節為主題的特輯，由拉丁裔演員出演主角，計劃於2022年初開始製作，報道稱特輯的主角為暗夜狼人。2021年10月，漫威影業再次調整多部影片的上映日期，《奇異博士2：失控多重宇宙》推遲至2022年5月6日上映，《雷神索爾：愛與雷霆》推遲至2022年7月8日上映，《黑豹2：瓦干達萬歲》推遲至2022年11月11日上映，《驚奇隊長2》推遲至2023年2月17日上映，《蟻人3》推遲至2023年7月28日上映。此外，另一部未定名漫威電影的上映日期從2023年11月10日提前至2023年11月3日，移除另外兩部未定名漫威電影的上映檔期。2022年4月，由於《驚奇隊長2》的後期製作需要更多時間，漫威影業將《驚奇隊長2》和《蟻人3》的上映日期對調。漫威影業預定的上映檔期還包括2023年11月3日、2024年2月16日、2024年5月3日、2024年7月26日和2024年11月8日。
2022年7月，漫威影業調整多部影片的排序，《蟻人3》、《星際異攻隊3》和《驚奇隊長2》改為第五階段電影，而《驚奇4超人》改為第六階段電影。

## 電影
| 序 | 電影                        | 美國上映日期   | 導演                 | 編劇                                             | 監製                        | 狀態   |
| -- | --------------------------- | -------------- | -------------------- | ------------------------------------------------ | --------------------------- | ------ |
| 24 | 《黑寡婦》                  | 2021年7月9日   | 凱特·蕭蘭            | 艾瑞克·皮爾森                                    | 凱文·費吉                   | 已上映 |
| 25 | 《尚氣與十環傳奇》          | 2021年9月3日   | 德斯汀·丹尼爾·克雷頓 | 大衛·卡拉漢＆德斯汀·丹尼爾·克雷頓＆安德魯·蘭哈姆 | 凱文·費吉和 喬納森·舒瓦茲   | 已上映 |
| 26 | 《永恆族》                  | 2021年11月5日  | 趙婷                 | 趙婷＆帕特里克·布雷和 萊恩·菲爾波＆馬修·K·菲爾波 | 凱文·費吉和 內特·摩爾       | 已上映 |
| 27 | 《蜘蛛人：無家日》          | 2021年12月17日 | 強·華茲              | 克里斯·麥肯納＆艾瑞克·桑默斯                     | 凱文·費吉和 艾美·帕斯卡     | 已上映 |
| 28 | 《奇異博士2：失控多重宇宙》 | 2022年5月6日   | 山姆·雷米            | 麥可·沃爾德倫                                    | 凱文·費吉                   | 已上映 |
| 29 | 《雷神索爾：愛與雷霆》      | 2022年7月8日   | 塔伊加·維迪提        | 塔伊加·維迪提和珍妮佛·凱汀·羅賓遜                | 凱文·費吉和 布拉德·溫德博姆 | 已上映 |
| 30 | 《黑豹2：瓦干達萬歲》       | 2022年11月11日 | 瑞恩·庫格勒          | 瑞恩·庫格勒＆喬·羅伯特·高爾                      | 凱文·費吉和 內特·摩爾       | 已上映 |

## 電視劇
| 劇集                  | 季數 | 集数 | 集数 | 上線日期       | 上線日期       | 上線日期 | 首席編劇        | 導演                                                         |
| 劇集                  | 季數 | 集数 | 集数 | 首映           | 季终           | 电视网   | 首席編劇        | 導演                                                         |
| --------------------- | ---- | ---- | ---- | -------------- | -------------- | -------- | --------------- | ------------------------------------------------------------ |
| 《汪達幻視》          | 1    | 9    | 9    | 2021年1月15日  | 2021年3月5日   | Disney+  | 潔克·薛佛       | 麥特·夏克曼                                                  |
| 《獵鷹與酷寒戰士》    | 1    | 6    | 6    | 2021年3月19日  | 2021年4月23日  | Disney+  | 麥爾坎·斯貝爾曼 | 卡莉·史考格蘭德                                              |
| 《洛基》              | 1    | 6    | 6    | 2021年6月9日   | 2021年7月14日  | Disney+  | 麥可·沃爾德倫   | 凱特·赫倫                                                    |
| 《無限可能：假如…？》 | 1    | 9    | 9    | 2021年8月11日  | 2021年10月6日  | Disney+  | A·C·布拉德利    | 布萊恩·安德魯斯                                              |
| 《鷹眼》              | 1    | 6    | 6    | 2021年11月24日 | 2021年12月22日 | Disney+  | 喬納森·伊格拉   | 瑞斯·湯瑪斯 伯特＆伯蒂                                       |
| 《月光騎士》          | 1    | 6    | 6    | 2022年3月30日  | 2022年5月4日   | Disney+  | 傑瑞米·史列特   | 穆罕默德·迪亞布 賈斯汀·班森＆亞倫·穆赫德                     |
| 《驚奇少女》          | 1    | 6    | 6    | 2022年6月8日   | 2022年7月13日  | Disney+  | 碧莎·K·阿里     | 阿迪爾·艾爾·阿比＆畢拉爾·法拉 莎敏·奧巴伊德-奇諾伊 蜜拉·梅農 |
| 《律師女浩克》        | 1    | 9    | 9    | 2022年8月18日  | 2022年10月13日 | Disney+  | 高揚            | 凱特·寇伊若 阿努·瓦利亞                                      |

## 特別節目
| 特輯                      | 上線日期       | 導演          | 編劇                                                      |
| ------------------------- | -------------- | ------------- | --------------------------------------------------------- |
| 《暗夜狼人》              | 2022年10月7日  | 麥可·吉亞奇諾 | 希瑟·奎恩（Heather Quinn）＆ 彼得·卡梅隆（Peter Cameron） |
| 《星際異攻隊 聖誕特別篇》 | 2022年11月25日 | 詹姆斯·岡恩   | 詹姆斯·岡恩                                               |

### 《暗夜狼人》（2022年）
一群怪物獵人在首領去世後聚集在血石城堡，並為爭奪強大的遺物進行了一場神秘而致命的競爭，這將使他們面對一個危險的怪物。
2021年8月，漫威籌備開發以萬聖節為主題的特輯，由拉丁裔演員出演主角，計劃於2022年初開始製作，報道稱特輯的主角為暗夜狼人。2021年11月，蓋爾·賈西亞·貝納確定領銜出演主要角色。主體拍攝於2022年3月下旬在喬治亞州亞特蘭大的三石製片廠開機，麥可·吉亞奇諾擔當導演、彼得·卡梅隆和希瑟·奎恩執筆劇本，4月底殺青。9月，漫威影業在迪士尼D23博覽會上公佈片名。特輯於2022年10月7日播出。

### 《星際異攻隊 聖誕特別篇》（2022年）
星際異攻隊迎接聖誕節的來臨，並出發前往地球為彼得·奎爾尋找禮物。
2020年12月10日，迪士尼在投資人會議上宣佈開發《星際異攻隊 聖誕特別篇》，詹姆斯·岡恩擔當編劇兼導演，主要演員回歸出演。特輯於2022年2月在喬治亞州亞特蘭大的三石製片廠開機拍攝，並在洛杉磯進行了拍攝，最終於4月殺青。特輯於2022年11月25日播出。
特輯的主體故事發生在2022年電影《雷神索爾：愛與雷霆》序幕的一段長時間之後，2023年電影《星際異攻隊3》之前。《星際異攻隊3》中的一些重要元素於特輯中引入，以免需在電影中花時間介紹。

### 評價
| 特輯                      | 爛番茄           | Metacritic     |
| ------------------------- | ---------------- | -------------- |
| 《暗夜狼人》              | 90%（108篇評論） | 69（17篇評論） |
| 《星際異攻隊 聖誕特別篇》 | 93%（58篇評論）  | 82（8篇評論）  |

## 時間線
第四階段包含漫威影業開發製作的電視劇，多部作品的故事時間設定於《復仇者聯盟4：終局之戰》之後。《黑寡婦》故事時間設定於《美國隊長3：英雄內戰》之後，《復仇者聯盟3：無限之戰》之前。《汪達幻視》故事時間設定於《復仇者聯盟4：終局之戰》的三週之後，劇情亦影響《奇異博士2：失控多重宇宙》的故事情節。《奇異博士2：失控多重宇宙》亦與《蜘蛛人：無家日》相關聯。《洛基》第一季開篇延續《復仇者聯盟4：終局之戰》中2012年的紐約事件，隨後因時間變異管理局的介入，導致《洛基》第一季故事發生於主時間線之外。《無限可能：假如…？》延續《洛基》第一季季終集〈時刻守護〉故事，神聖時間線上形成多個分岐點事件（Nexus Event），導致系列電影中的多個關鍵時刻出現不同，產生出多重宇宙。《獵鷹與酷寒戰士》故事時間設定於《復仇者聯盟4：終局之戰》的六個月之後。《永恆族》的主體故事大約與《獵鷹與酷寒戰士》以及《蜘蛛人：離家日》同時發生，均設定於2024年，《復仇者聯盟4：終局之戰》的六至八個月之後。《蜘蛛人：無家日》故事緊接《蜘蛛人：離家日》發生，並延續至2024年底。《尚氣與十環傳奇》故事時間也設定於《復仇者聯盟4：終局之戰》之後，圍繞清明節前後的日子。《鷹眼》故事時間設定於《復仇者聯盟4：終局之戰》的一年之後，即2024年的聖誕節期間，共歷時約一週。《月光騎士》故事時間設定於《鷹眼》之後，即2025年早期。《驚奇少女》故事時間設定於《月光騎士》之後。《奇異博士2：失控多重宇宙》故事時間設定於《蜘蛛人：無家日》的數月之後。《雷神索爾：愛與雷霆》故事時間設定於《復仇者聯盟4：終局之戰》之後，索爾加入星際異攻隊的數個星期後。《律師女浩克》故事時間設定於《尚氣與十環傳奇》不久之後。《我是格魯特》第一集發生於《星際異攻隊》第一集和第二集之間，第二至五集發生於《星際異攻隊2》結局和片尾彩蛋之間。《黑豹2：瓦干達萬歲》故事時間設定於《蜘蛛人：無家日》之後，大約與《雷神索爾：愛與雷霆》和2023年電影《蟻人與黃蜂女：量子狂熱》同時發生。《星際異攻隊 聖誕特別篇》的主體故事發生在《雷神索爾：愛與雷霆》的一段長時間之後，2023年電影《星際異攻隊3》之前。

## 演員及角色
| 角色                            | 電影              | 電視劇           | 動畫                  |
| ------------------------------- | ----------------- | ---------------- | --------------------- |
| 布魯斯·班納 浩克                | 馬克·魯法洛C      | 馬克·魯法洛      | 馬克·魯法洛GV         |
| 詹姆斯·「巴奇」·巴恩斯 酷寒戰士 |                   | 賽巴斯汀·斯坦    | 賽巴斯汀·斯坦GV       |
| 克林特·巴頓 鷹眼                | 傑瑞米·雷納CPV    | 傑瑞米·雷納      | 傑瑞米·雷納GV         |
| 喬治·巴作克                     |                   | 喬治·聖皮埃爾    | 喬治·聖皮埃爾GV       |
| 葉蓮娜·貝洛娃 黑寡婦            | 佛蘿倫絲·普伊     | 佛蘿倫絲·普伊    |                       |
| 伊密·布朗斯基 惡煞              | 提姆·羅斯CV       | 提姆·羅斯        |                       |
| 雪倫·卡特 權力代理人            |                   | 艾蜜莉·芬凱普    | 艾蜜莉·芬凱普GV       |
| 卡蘿·丹佛斯 驚奇隊長            | 布麗·拉森         | 布麗·拉森C       | 亞歷山德拉·丹尼爾斯GV |
| 瓦倫緹娜·艾蕾格拉·德芳亭        | 茱莉·路易絲-卓佛C | 茱莉·路易絲-卓佛 |                       |
| 「毀滅者」德克斯                | 戴夫·巴帝斯塔     | 戴夫·巴帝斯塔    | 弗瑞德·塔塔薛瑞GV     |
| 珍·佛斯特 女雷神                | 娜塔莉·波曼       |                  | 娜塔莉·波曼GV         |
| 尼克·福瑞                       | 山繆·傑克森       | 山繆·傑克森      | 山繆·傑克森GV         |
| 葛摩菈                          | 柔伊·莎達娜       | 柔伊·莎達娜      | 辛西婭·麥克威廉斯GV   |
| 宗師                            | 傑夫·高布倫       |                  | 傑夫·高布倫GV         |
| 格魯特                          | 馮·迪索V          | 馮·迪索V         |                       |
| 留存者／征服者康                | 強納森·梅爾斯     | 強納森·梅爾斯    |                       |
| 瑪麗亞·希爾                     |                   | 蔻碧·史莫德      | 蔻碧·史莫德GV         |
| 快樂·霍根                       | 強·法夫洛         |                  | 強·法夫洛GV           |
| 卡瑪拉·克汗 驚奇少女            | 伊曼·維拉尼       | 伊曼·維拉尼      |                       |
| 史考特·朗恩 蟻人                | 保羅·路德         |                  | 保羅·路德GV           |
| 黛絲·露伊絲                     | 凱特·丹寧絲       | 凱特·丹寧絲      | 凱特·丹寧絲GV         |
| 洛基                            |                   | 湯姆·希德斯頓    | 湯姆·希德斯頓GV       |
| 螳螂女                          | 龐·克萊門捷夫     | 龐·克萊門捷夫    |                       |
| 汪達·馬克希莫夫 緋紅女巫        | 伊莉莎白·歐森     | 伊莉莎白·歐森    |                       |
| 涅布拉                          | 凱倫·吉蘭         | 凱倫·吉蘭        | 凱倫·吉蘭GV           |
| 克拉格林                        | 西恩·岡恩         |                  | 西恩·岡恩GV           |
| 奧科耶                          | 達娜·古瑞拉       | 達娜·古瑞拉      | 達娜·古瑞拉GV         |
| 克莉絲汀·帕瑪                   | 瑞秋·麥亞當斯     |                  | 瑞秋·麥亞當斯GV       |
| 彼得·帕克 蜘蛛人                | 湯姆·霍蘭德       |                  | 哈德森·譚姆GV         |
| 漢克·皮姆                       | 麥克·道格拉斯     |                  | 麥克·道格拉斯GV       |
| 彼得·奎爾 星爵                  | 克里斯·普瑞特     | 克里斯·普瑞特    | 布萊恩·T·德萊尼GV     |
| 莫妮卡·藍博                     | 泰娜·帕麗斯       | 泰娜·帕麗斯      |                       |
| 拉瑪達                          | 安琪拉·貝瑟       |                  | 安琪拉·貝瑟GV         |
| 詹姆斯·「羅德」·羅德斯 戰爭機器 |                   | 唐·奇鐸          | 唐·奇鐸GV             |
| 火箭浣熊                        | 布萊德利·古柏V    | 布萊德利·古柏V   |                       |
| 娜塔莎·羅曼諾夫 黑寡婦          | 史嘉蕾·喬韓森     |                  | 蕾克·貝爾GV           |
| 艾爾佛特·K·羅斯                 | 馬丁·費里曼       | 馬丁·費里曼      |                       |
| 撒迪厄斯·「雷霆」·羅斯          | 威廉·赫特         |                  | 麥可·麥吉爾GV         |
| 舒莉                            | 莉蒂西亞·萊特     |                  | 奧齊馬·阿卡哈GV       |
| 希芙                            | 傑米·亞歷山大     | 傑米·亞歷山大C   | 傑米·亞歷山大GV       |
| 史蒂芬·史傳奇 奇異博士          | 班奈狄克·康柏拜區 |                  | 班奈狄克·康柏拜區GV   |
| 索爾                            | 克里斯·漢斯沃     |                  | 克里斯·漢斯沃GV       |
| 荷普·汎戴茵 黃蜂女              | 伊凡潔琳·莉莉     |                  | 伊凡潔琳·莉莉GV       |
| 幻視                            |                   | 保羅·貝特尼      | 保羅·貝特尼GV         |
| 莉莉·威廉斯 鋼鐵心              | 多米妮克·索恩     | 多米妮克·索恩    |                       |
| 王                              | 黃凱旋            | 黃凱旋           | 黃凱旋GV              |

## 衍生媒體

### 紀錄片
| 劇集                     | 季數 | 集数 | 集数 | 上線日期      | 上線日期 | 狀態   |
| 劇集                     | 季數 | 集数 | 集数 | 首映          | 季终     | 狀態   |
| ------------------------ | ---- | ---- | ---- | ------------- | -------- | ------ |
| 《漫威影業：傳奇角色》   | 1    | 待定 | 待定 | 2021年1月8日  | 待定     | 播出中 |
| 《漫威影業：創作大本營》 | 1    | 待定 | 待定 | 2021年3月12日 | 待定     | 播出中 |

#### 《漫威影業：傳奇角色》（2021年）
2020年12月，漫威影業正式宣佈推出《漫威影業：傳奇角色》，為配合宣傳第四階段電視劇，影集每集以某些超級英雄、超級反派或關鍵情節為主題，展現漫威電影宇宙中的標誌性片段以及角色之間的相互聯繫。前兩集於2021年1月8日在Disney+首播，分別以汪達·馬克希莫夫和幻視為主題。以《獵鷹與酷寒戰士》中的主要角色獵鷹、酷寒戰士、齊莫和雪倫·卡特為主題的影集於2021年3月12日播出。

#### 《漫威影業：創作大本營》（2021年）
2021年2月，迪士尼宣佈製作紀錄片影集《漫威影業：創作大本營》，包括漫威電影宇宙電影和影集項目的幕後製作花絮，並採訪主要演員和創意團隊。首部以影集《汪達幻視》為主題的特輯於2021年3月12日釋出，此後的每部特輯於電影上映或影集完結之後播出。

### 短片影集
| 劇集           | 季數 | 集数 | 集数 | 上線日期      | 上線日期      | 首席編劇    | 導演        | 狀態   |
| 劇集           | 季數 | 集数 | 集数 | 首映          | 季终          | 首席編劇    | 導演        | 狀態   |
| -------------- | ---- | ---- | ---- | ------------- | ------------- | ----------- | ----------- | ------ |
| 《我是格魯特》 | 1    | 5    | 5    | 2022年8月10日 | 2022年8月10日 | 瑞恩·雷特爾 | 克絲汀·勒波 | 已播出 |

#### 《我是格魯特》
格魯特寶寶與新角色一起展開冒險之旅。
2020年12月，迪士尼在投資人會議上宣佈基於漫威漫畫的角色格魯特開發動畫影集《我是格魯特》，定於Disney+播出。2021年8月，漫威影業動畫開始製作動畫。2021年11月，克絲汀·勒波確定執導影集，瑞恩·雷特爾（Ryan Little）為短片創作劇本。《我是格魯特》第一至五集於2022年8月10日在Disney+首播，另外五集現正處於開發階段。

### 漫畫書
| 標題                         | 期數 | 出版日期      | 出版日期      |
| 標題                         | 期數 | 首期          | 終期          |
| ---------------------------- | ---- | ------------- | ------------- |
| Marvel's Black Widow Prelude | 2    | 2020年1月15日 | 2020年2月19日 |
| Eternals: The 500 Year War   | 7    | 2022年1月12日 | 2022年1月12日 |

## 備註
1. ↑  《黑寡婦》在串流媒體平台Disney+通過Disney+首映許可證形式與戲院同期上線[42]。
2. ↑  趙婷既是《永恆族》的獨立編劇，同時與帕特里克·布雷共同編劇[54][55]。
3. ↑  這些角色是主宇宙相應角色的變體，在2019年電影《復仇者聯盟4：終局之戰》中首次出現於漫威電影宇宙[154][155]。